# امیرآباد (طوس)
امیرآباد روستایی در دهستان طوس بخش مرکزی شهرستان مشهد استان خراسان رضوی ایران است. بر پایه سرشماری عمومی نفوس و مسکن در سال ۱۳۹۰ جمعیت این روستا ۴٬۲۴۴ نفر (در ۱٬۱۸۷ خانوار) بوده‌است.